# Pascua sticta
Pascua sticta är en fiskart som först beskrevs av Douglass Fielding Hoese och Helen K. Larson 2005.  Pascua sticta ingår i släktet Pascua och familjen smörbultsfiskar. Inga underarter finns listade i Catalogue of Life.